# Batman: Toxic Chill
Batman: Toxic Chill — компьютерная игра в жанре action-adventure о супергерое комиксов издательства DC Comics Бэтмене, созданная компанией ImaginEngine.

## Игровой процесс
Бэтмену и его верному напарнику Робину придётся бросить вызов безжалостным преступникам на улицах Готэм-Сити, победить Мистера Фриза, замораживающего здания и обещающего городу «долгую зиму», и остановить Загадочника, который что-то вытворяет с токсичными химикатами. Игрока ожидают различные логические загадки и головоломки (например, программировать огненных летучих мышей на разморозку зданий, перенаправлять химикаты в резервуары через трубы и вентили, решать головоломки на Бэткомпьютере). Собственно, из решения логических задач (рассчитанных на детей 7—10 лет) игровой процесс в основном и состоит. Можно играть на одном из трёх уровней сложности (сложность меняется в процессе как переключением настройки, так и автоматичеки), а также переключаться между режимами приключения и практики; с решением задач становятся доступны новые локации.

## Критика
Порталы, посвящённые обучающим играм, высоко оценили как обучающий, так и развлекательный аспект игры, хотя более старшим детям повторяющиеся задачи могут надоесть. Другие критики не оценили игру по Бэтмену без экшена и сочли головоломки скучными, хотя и хвалили графику.